# Zalutschia obsepta
Zalutschia obsepta är en tvåvingeart som först beskrevs av Webb 1969.  Zalutschia obsepta ingår i släktet Zalutschia och familjen fjädermyggor. Inga underarter finns listade i Catalogue of Life.